# Tarox

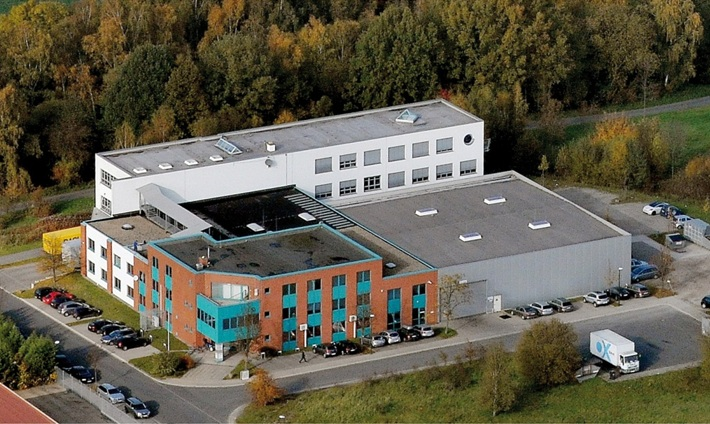
Hauptsitz der Tarox AG in Lünen (NRW)

Die TAROX AG ist ein nicht börsennotierter deutscher Hardwarehersteller mit Sitz im Lüner Ortsteil Brambauer (Nordrhein-Westfalen). Tarox ist zudem IT-Dienstleister. Zu dem Kundenstamm gehören überwiegend Systemhauspartner und Fachhandelskunden.
Die Tarox AG beschäftigte 2024 rund 200 Mitarbeiter. Zusammen mit den beiden Vertriebsniederlassungen in Braunschweig und Dresden erwirtschaftete das Unternehmen im Geschäftsjahr 2016/2017 164 Mio. Euro Umsatz.

## Geschichte
Tarox wurde 1993 als CAF Peripheral-Computer-Vertriebs GmbH gegründet. Sieben Jahre später erfolgte die Umbenennung zu Tarox Systems & Services GmbH und die Übernahme der Cobbit Computergruppe, Dresden/Radebeul. Im selben Jahr wurde auch die Tarox Holding AG gegründet. Im Jahr 2001 erfolgte eine Erweiterung des Hauptstandortes in Lünen um ca. 1.800 m², um die Tarox Systems & Services GmbH in die Tarox Holding AG zu integrieren, die 2002 fertiggestellt wurde. Lünen diente dann als zentraler Produktionspunkt. Eine Fusion zwischen Tarox und Crane Computer gab es im Jahr 2003.
Seit 2006 hat die Tarox ein Logistikzentrum in Lünen. 2007 startete das Tarox Lösungsgeschäft Virtualisierung und Storage. In Braunschweig wurde 2011 eine Niederlassung gegründet. Nach einer Umfirmierung im Jahr 2012 kam Tarox zur heutigen Bezeichnung Tarox AG.

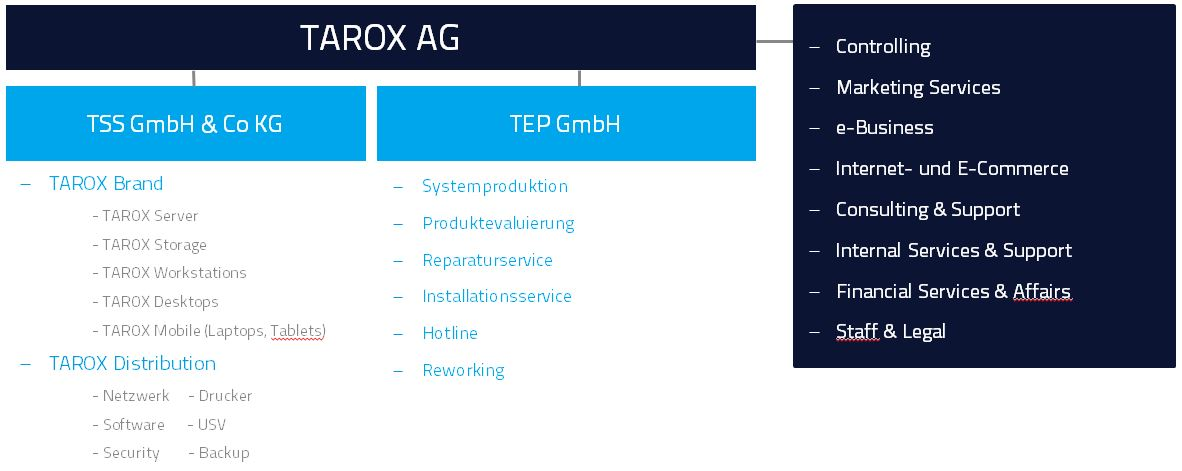
Unternehmensstruktur